# Sucháň
Sucháň é um município da Eslováquia, situado no distrito de Veľký Krtíš, na região de Banská Bystrica. Tem 16,33 km² de área e sua população em 2018 foi estimada em 273 habitantes.

## Demografia
| Ano:        | 1994 | 2004   | 2014   | 2024   |
| ----------- | ---- | ------ | ------ | ------ |
| Broj ljudi: | 303  | 295    | 276    | 259    |
| Razlika:    |      | -2,64% | -6,44% | -6,15% |

| Ano:               | 2023 | 2024   |
| ------------------ | ---- | ------ |
| Número de pessoas: | 265  | 259    |
| Diferença:         |      | -2,26% |